# Ador
|  | Per a altres significats, vegeu «riu Ador». |

Ador és un municipi del País Valencià de la comarca de la Safor i de la subcomarca de la Vall del Vernissa

## Geografia
Situat al sud-est de l'Horta de Gandia, al marge esquerre del riu Serpis i als peus de la serra d'Ador. El riu separa el poble d'Ador de la veïna Vilallonga.
La superfície del terme, amb 13,81 km², és muntanyenca excepte a les vores del Sèrpis. Les principals altures són la Penya Roja (361 m.), Corona (165 m.), el Tossal o la Creu, etc. El riu Vernissa també frega el terme municipal pel nord.
El poble d'Ador se situa als peus de la serra, a uns 50 metres d'altura sobre el nivell del mar. El clima és mediterrani i el terme està poblat d'arbres, tarongers a les zones cultivades i pinsa la serra.
Té dos nuclis de població, un on se situa el municipi d'Ador, mentre que l'altre està situat en l'enclavament de Marxuquera.

### Límits
| Alfauir Llutxent Ròtova     | Palma de Gandia Gandia |         |
| Castellonet de la Conquesta |                        | Potries |
|                             | Vilallonga             |         |

### Accés
S'accedix a Ador per la carretera CV-685 que ix de l'autovia CV-60 a l'altura del polígon industrial de Palma de Gandia.

## Història
El topònim sembla d'origen musulmà i significa les cases. Al terme s'ha trobat una important vila romana (la casa d'Alfàs), també és una de les poques zones de la comarca en la qual trobem enterraments visigòtics. Després de la conquesta va ser repoblada pels cristians el 1248. El rei Pere el Gran va concedir el 1276 a Joan de Pròxita el senyoriu sobre el castell de Ador, que incloïa Ador en la seua jurisdicció. Després va pertànyer al senyoriu del Monestir de Sant Jeroni de Cotalba. El 1460, passà a mans de la família Tolsà i, posteriorment, als Montcada, als quals pertanyé fins a la desaparició dels senyorius. El 1574 es va separar eclesiàsticament de Palma i es va convertir en parròquia independent sota l'advocació de la Mare de Déu de Loreto.

## Demografia
| 1990  | 1992  | 1994  | 1996  | 1998  | 2000  | 2002  | 2003  | 2004  | 2005  | 2006  | 2007  | 2008  | 2009  | 2010  | 2011  |
| ----- | ----- | ----- | ----- | ----- | ----- | ----- | ----- | ----- | ----- | ----- | ----- | ----- | ----- | ----- | ----- |
| 1.150 | 1.088 | 1.091 | 1.117 | 1.125 | 1.178 | 1.216 | 1.273 | 1.346 | 1.385 | 1.398 | 1.463 | 1.516 | 1.474 | 1.510 | 1.542 |

## Economia
Pel que fa a l'economia, l'agricultura ocupa a un 14,3% de la població.
El sector secundari, en concret, la indústria i la construcció, ocupen un 7,8% i un 25,8% respectivament, encara que l'últim percentatge ha disminuït degut a la crisi econòmica.
I finalment el sector terciari o sector servicis, ocupa un 53,0%.

## Política i Govern

### Corporació municipal
El Ple de l'Ajuntament està format per 9 regidors. En les eleccions municipals de 26 de maig de 2019 foren elegits 7 regidors de Gent d'Ador (GA) i 2 del Partit Popular (PP).
| Eleccions municipals de 26 de maig de 2019 - Ador                                                                             |                                     |                                     |                                     |        |          |          |
| Candidatura | Candidatura                         | Candidatura                         | Cap de llista                       | Vots   | Vots     | Regidors |
| | Gent d'Ador                         |                                     | Manela Faus Mascarell               | 670    | 71,28%   | 7 (+1)   |
| | Partit Popular                      |                                     | Enrique Celda Gallud                | 264    | 28,09%   | 2 (-1)   |
| | Vots en blanc                       |                                     |                                     | 6      | 0,64%    |          |
| Total vots vàlids i regidors                                                                                                  | Total vots vàlids i regidors        | Total vots vàlids i regidors        | Total vots vàlids i regidors        | 940    | 100 %    | 9        |
| | Vots nuls                           | Vots nuls                           | Vots nuls                           | 23     | 2,39%    |          |
| Participació (vots vàlids més nuls)                                                                                           | Participació (vots vàlids més nuls) | Participació (vots vàlids més nuls) | Participació (vots vàlids més nuls) | 963    | 74,13%** |          |
| Abstenció | Abstenció                           | Abstenció                           | Abstenció                           | 336*   | 25,87%** |          |
| Total cens electoral | Total cens electoral                | Total cens electoral                | Total cens electoral                | 1.299* | 100 %**  |          |
| Alcalde: Manela Faus Mascarell (GA) (15/06/2019) Per majoria absoluta dels vots dels regidors (7 vots de GA.)                 |                                     |                                     |                                     |        |          |          |
| Fonts: JEC, JEZ Gandia, M. Interior, Periòdic Ara. (* No són vots sinó electors. ** Percentatge respecte del cens electoral.) |                                     |                                     |                                     |        |          |          |

### Alcaldes
Des de 2019 l'alcaldessa d'Ador és Manela Faus Mascarell de Gent d'Ador (GA).
| Període                       | Alcalde o alcaldessa         | Partit polític | Data de possessió | Observacions |
| ----------------------------- | ---------------------------- | -------------- | ----------------- | ------------ |
| 1979–1983                     | Luis Dauder Mascarell        | AI             | 19/04/1979        | --           |
| 1983–1987                     | José Miñana Miñana           | AP-PDP-UL-UV   | 28/05/1983        | --           |
| 1987–1991                     | Juan Vicente Estruch Estruch | AP             | 30/06/1987        | --           |
| 1991–1995                     | Juan Vicente Estruch Estruch | PP             | 15/06/1991        | --           |
| 1995–1999                     | Juan Vicente Estruch Estruch | PP             | 17/06/1995        | --           |
| 1999–2003                     | Juan Vicente Estruch Estruch | PP             | 03/07/1999        | --           |
| 2003–2007                     | Juan Vicente Estruch Estruch | PP             | 14/06/2003        | --           |
| 2007–2011                     | Juan Vicente Estruch Estruch | PP             | 16/06/2007        | --           |
| 2011–2015                     | Joan Faus Vitòria            | GA             | 11/06/2011        | --           |
| 2015–2019                     | Joan Faus Vitòria            | GA             | 13/06/2015        | --           |
| 2019-2023                     | Manela Faus Mascarell        | GA             | 15/06/2019        | --           |
| Des de 2023                   | Manela Faus Mascarell        | GA             | 17/06/2023        | --           |
| Fonts: Generalitat Valenciana |                              |                |                   |              |

## Monuments
- Casa de l'Alfàs és un edifici rural situat a mig quilòmetre al sud-est d'Ador que s'alça sobre un soterrani d'una vil·la romana. A la seua horta s'han trobat restes romanes a més d'haver sigut utilitzat com a depòsit de ferramentes agrícoles.
- Església de la Mare de Déu de Loreto és un edifici amb caràcter de fortalesa construït després de la guerra del dos Peres, en temps d'Alfons el Vell, Duc Reial de Gandia a les darreries de segle xiv d'una sola nau amb capelles lateral entre contraforts, d'estil gòtic, a les darreries del segle xviii, s'enderroca el presbiteri i la torre medieval per tal d'ampliar-la i redecorar-la a l'estil del moment, el neoclàssic que ocultà el seu passat medieval. Entre l'any 1858-61 fou construït el campanar i la portalada medieval adovellada, substituïda l'any 1958. por.
- Ermita de Sant Josep (Santíssim Crist de l'Empar), del segle xvi i restaurada l'any 1972, presenta un estil renaixentista amb volta de canó suportada per dos arcs faixons de mig punt rebaixat i presbiteri amb volta a quatre punts i sagristia amb cúpula de mitja taronja sospesada per petxines que fou enderrocada en la restauració de 1972 per tal d'ampliar la casa de l'ermità. Ara per ara és un edifici visitable.[Quan?]

## Llocs d'interès
- La Serra d'Ador, on trobem paratges de gran bellesa com el Barranc i la Font de Lloret. L'aula de Natura "Serra d'Ador" és un referent quant a l'educació ambiental a la comarca, que s'utilitza com a alberg per a grups juvenils.
- La Cova Figueral, on trobem restes arqueològiques pertanyents a l'Eneolític, entre les quals destaquen puntes de fletxa, grans de collars i restes humanes.

## Orografia
| - Collado de l'Aigua - el Cabeço - el Ventura | - els Escudellers - la Corona - la Creu | - Lloma de la Cova - Penya de la Barca - Penya de Poquet | - Penya del Moro - Penya Roja - Pla d'Ataranes | - Pla de les Estepes - Tossal d'Ataranes - Tossal de l'Aigua |

## Hidrografia natural
| - Barranc d'Andreu - Barranc de la Canaleta - Barranc de la Font - Barranc de la Navesa | - Barranc de les Coves Negres - Barranc de Lloret - Barranc del Collado - Barranc del Figueral | - Barranc del Racó del Notari - Barranc dels Llidoners - Barranquet del Carreter - Barranquet del Raboso | - Font de Lloret - Font del Raboso - Fonteta Vella - Riu d'Alcoi (o Serpis) |

## Nuclis Poblacionals
| - Ador - Casa de l'Alfàs - Casa de la Canaleta - Casa de Morant | - Casa de Villarmutis - Casa del Merlic - Corral de la Canaleta - Corral de Ros |

## Partides i paratges
| - el Barranquet d'Andreu - el Castell - el Collado - el Merlic - el Morant - el Pinaret - el Pla de Lloret | - el Quart - el Racó del Collado - el Racó del Notari - el Rafalany - el Ramonet - el Reconc - els Femats | - l'Albarça - l'Alfàs - l'Edo - l'Horta - la Canaleta - la Corona - la Mercadera | - la Navesa - la Plana - les Quintanes - les Saleres - Ombria de la Canaleta |

## Festes i celebracions
- Festes Patronals. Se celebren en la tercera setmana d'agost, a partir del tercer diumenge. El dilluns està dedicat a Sant Josep, el dimarts a la Divina Aurora, el dimecres a la Verge de Loreto i el dijous al Santíssim Crist de l'Empar.
- Festes de Moros i Cristians. Se celebren el primer cap de setmana d'agost.

## Gastronomia
Pel que fa a la gastronomia, cal esmentar la forta tradició apicultora que dona com a producte una mel de gran qualitat. A més recomanem la degustació dels plats típics, com ara són el putxero i la paella junt al pa beneït per Sant Antoni i els dolços nadalencs, que el millor moment per degustar-los és durant la celebració del Concurs Anual de Dolços Nadalencs. A banda d'açò, també hi ha la gamba amb bleda, els figatells i les coques de dacsa.

## Esports
Destaca la tradició esportiva de pilota valenciana en la modalitat de raspall, que es juga durant tot l'any als carrers d'Ador.